# توماس أمبروسيو
توماس أمبروسيو (بالإنجليزية: Thomas Ambrosio)‏ هو عالم سياسة أمريكي، ولد في 31 مايو 1971.